# Щерю Анастасиади
Щерю (Стерю) Анастасиади е гръцки търговец и чиновник живял в гр. Варна.

## Биография
Роден е във Варна, но не е известно кога. До Руско-турската война се занимава с търговия и работи като чиновник в железницата Варна-Русе. На 1 декември 1878 г. е назначен за секретар на Варненската община. Между 1879 и 1880 г. е съветник на губернатора на Варна. Работи като съдия и адвокат. 
Народен представител в Учредителното събрание „по избор“. Отказва да се подпише под конституцията. Народен представител и в I обикновено народно събрание. Умира през 1891 г. във Варна.